# Cabrières (Gard)
Cabrières település Franciaországban, Gard megyében. Lakosainak száma 1781 fő (2022. január 1.). Cabrières Bezouce, Collias, Lédenon, Marguerittes, Poulx és Saint-Gervasy községekkel határos.

## Népesség
A település népességének változása:
| Lakosok száma | 236  | 570  | 875  | 1284 | 1564 | 1600 | 1623 | 1698 | 1710 | 1781 |
|               | 1968 | 1982 | 1990 | 2006 | 2013 | 2015 | 2017 | 2019 | 2020 | 2022 |